# Reforma (Chiapas)
Reforma è un comune messicano, nello stato del Chiapas. Conta 44 829 secondo le stime del censimento del 2020.
Dal 1983, in seguito alla divisione del Sistema de Planeación, è ubicata nella regione economica V: NORTE.